# 大引啓次
大引 啓次（おおびき けいじ、1984年6月29日 - ）は、大阪府大阪市住吉区出身の元プロ野球選手（内野手、右投右打）、プロ野球コーチ。

## 経歴

### プロ入り前
創建2000年の歴史を持つ神須牟地（かみすむち）神社の宮司の二男として生まれ、物心ついた頃から恒例行事や大晦日には神社を手伝っていた。
大阪市立長居小学校1年時に住吉連盟の大阪ゴールデンファイヤーで軟式野球を始め、投手兼遊撃手を務めた。大阪市立我孫子中学校では硬式野球の住吉大和川シニアに所属し、遊撃手として全国大会に出場。
浪速高校では、1年夏からのベンチ入りを経て、1年秋から正遊撃手に定着。2年時の春に出場した第73回選抜高等学校野球大会では、チームを準々決勝進出に貢献。在学中には、対外試合で通算15本塁打をマーク。3年夏の選手権大阪大会では、本大会への出場を逃したものの、1人で5本塁打を放った。
法政大学（法学部政治学科）進学後は、1年の東京六大学野球春季リーグ開幕戦で九番・三塁手としてデビュー。以後不動のレギュラーとして活躍し、3年時の秋季リーグでは同校5年ぶりとなる優勝、4年時には主将となり春季リーグで2季連続優勝を達成した。大学では首位打者を2度、最多打点と最多盗塁を1度ずつ記録し、ベストナインには5度選出され、小早川毅彦が作ったチーム最多安打記録（114）を更新し、慶應義塾大学の高橋由伸を抜いてリーグ歴代単独4位となる通算121安打を記録した。リーグ戦の通算成績は、98試合出場、365打数121安打、打率.331、5本塁打、62打点という成績を残した。
大学4年時の2006年11月4日に明治神宮野球場で催された明治神宮外苑創建80年記念試合・東京ヤクルトスワローズ対東京六大学選抜戦では、東京六大学選抜のスタメンで1番打者として起用されると、先頭打者本塁打を含む3安打を記録した。試合後の同月21日には、2006年のNPB大学・社会人ドラフト会議で、地元球団のオリックス・バファローズから3巡目で指名。推定年俸1,200万円という条件で入団した。背番号は10。

### オリックス時代

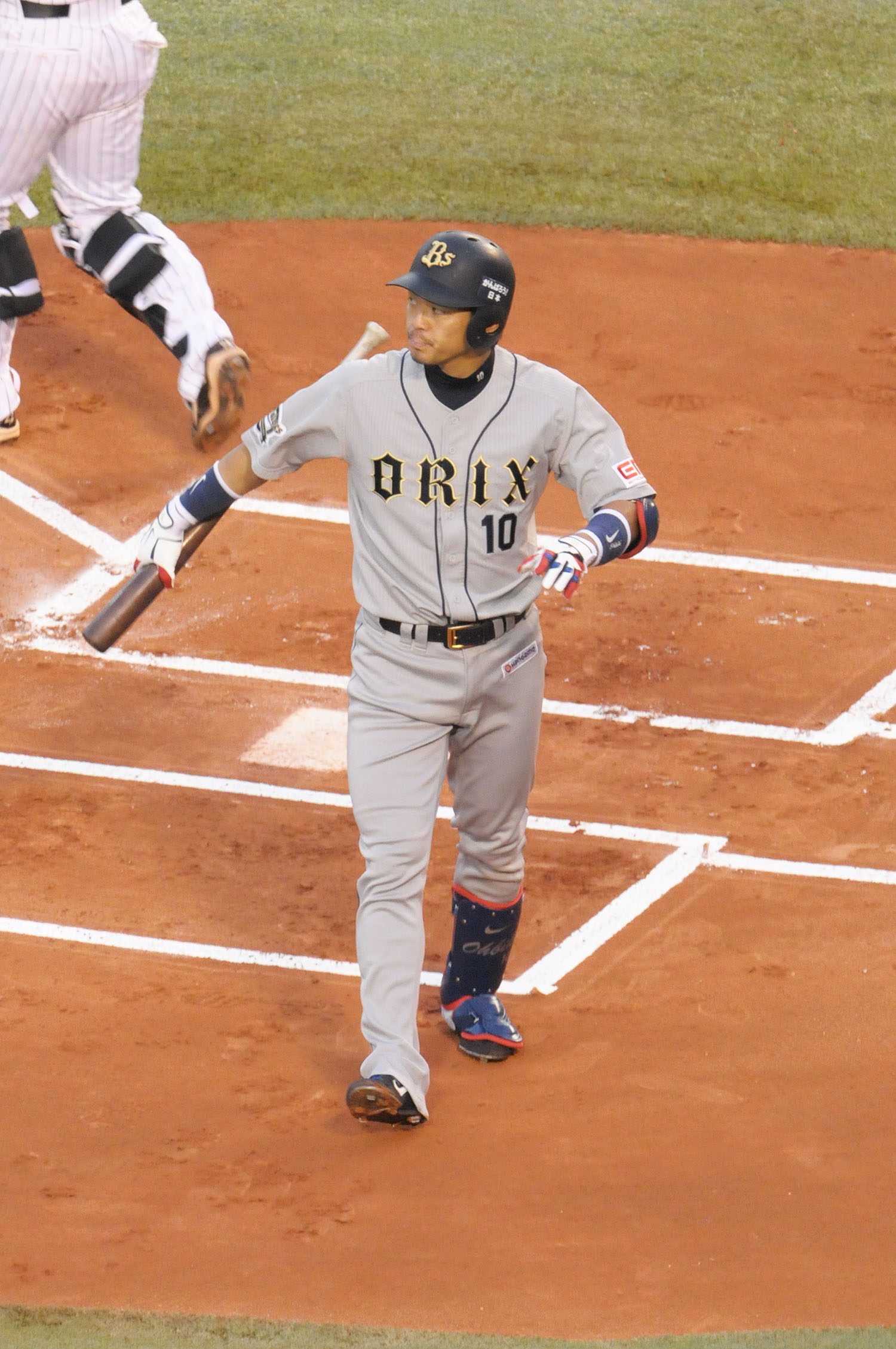
オリックス時代（2011年）

2007年3月24日の開幕戦に八番・遊撃手として先発出場。オリックスで新人が開幕戦に先発出場したのは、指名打者で出場した2002年の後藤光尊以来、遊撃手としては1992年の田口壮以来だった。プロ初打席で斉藤和巳から初安打を記録し出塁すると、直後に初盗塁も決めた。7月6日の東北楽天ゴールデンイーグルス戦で永井怜からプロ初本塁打を放った。シーズン通して遊撃手のレギュラーの座をほぼ掴んでいたが終盤は調子を崩し、好調だった後藤に先発を譲ることも多かった。規定打席には2打席不足したが、最終的には出塁率.329を記録するなど新人野手としてはトップクラスの成績を残した。リーグワースト3位、遊撃手としては同2位の17失策を記録したがレンジファクターではリーグの遊撃手の中で1位だった。一方で打率.274に対し得点圏打率.212とチャンスで打てなかったことなどの課題も残した。
2008年3月18日、阪神の選手などが多く所属するオフィスS.I.Cとマネジメント契約を締結。同年の開幕戦には八番・遊撃手として出場。開幕直後は打撃不振に苦しんだが、徐々に復調。5月7日の千葉ロッテマリーンズ戦では延長10回裏に荻野忠寛からプロ入り初のサヨナラ安打を放った。しかし、6月9日の阪神戦で久保田智之から右手人さし指に死球を受けて骨折し戦線離脱。8月27日の福岡ソフトバンクホークス戦で復帰し、以後は再び遊撃手のレギュラーとして出場。最終的には故障の影響もあって88試合の出場にとどまり打率.258に終わったが、得点圏打率.319を記録するなど成長の跡も見せた。
2009年は故障者続出でチームが不調に喘ぐ中、107試合に出場して打率.278と健闘し、遊撃手としてのレギュラーの座をほぼ手中にした。しかし9月1日のソフトバンク戦で甲藤啓介から左手首に死球を受けて骨折し、残りシーズンを棒に振ったため、またしても規定打席に到達できなかった。8月25日の日本ハム戦で9回裏二死に同点適時打、延長10回裏にはサヨナラ安打を放ったが、シーズン中の得点圏打率は.221に終わった事、自己ワーストの84三振を喫した事、また好調時は安打を量産する反面、一旦不調に陥るとなかなか安打が出ない事などの課題も残した。一方、守備の面では再びレンジファクター1位になった。
2010年は開幕戦に九番・遊撃手として出場し、3回裏に岩隈久志から同年のチーム初打点となる先制適時打を打ち、完封勝利を挙げた金子千尋と共に試合後にヒーローインタビューを受けた。その後は打率が低迷し5月3日に二軍降格。交流戦で戦線復帰を果たすが、7月2日に腰痛で再度登録抹消。8月15日に一軍復帰したが、結局はプロ入り後最少の85試合の出場で、打率.236と低調な成績に終わり（ただし得点圏打率は.302）、山﨑浩司・金子圭輔との併用も多く、正遊撃手不在の一因となった。9月4日のソフトバンク戦では、杉内俊哉の攻略の契機となる適時打や、その後の決勝適時打など3安打2打点と活躍したが、酷暑の影響による熱中症のため手足の痙攣を訴え、途中交代するという憂き目にも遭った。
2011年は二番・遊撃手として開幕戦に出場したが、打撃不振により開幕5戦目に先発落ちした。その後しばらくは控えに甘んじていたが、交流戦前に下位打線で先発復帰し、8月以降は二番打者に定着した。この年は自身初めて規定打席に到達し、チーム最多の42犠打（リーグ3位タイ）と52四球（リーグ7位）をマーク。打率は.244と振るわなかったが、得点圏打率は.292を記録した。レギュラーシーズン終了後には、岡田彰布監督から翌2012年シーズンの二番打者と副キャプテンに指名され、秋季キャンプに帯同した。オフには岸田護と共に選手会副会長に就任。
2012年も前年同様に二番・遊撃手として開幕戦に出場。開幕直後は高打率を残すも、緩やかに調子を落としていくが、坂口智隆や後藤の打撃不振もあって、5月5日の日本ハム戦ではプロ入り後初の一番打者、5月19日の対東京ヤクルトスワローズ戦では初の三番打者を務めた。8月に入ると更に調子を落とし、8月29日に腰痛のため登録抹消。シーズン終盤に一軍に復帰したが、結局は規定打席に14不足した。一方で、自己最多の6本塁打を放っており、本拠地である京セラドーム大阪では前年までの5年間で2本塁打しか放っていなかったが、この年だけで4本塁打を記録している。また、7月27日の日本ハム戦では自身初の右方向への本塁打を、7月8日のロッテ戦と10月1日の楽天戦では決勝本塁打を記録している。オフには引退した鈴木郁洋に代わって選手会長に就任したが、2013年1月25日に八木智哉・糸井嘉男との交換トレードで、木佐貫洋・赤田将吾と共に北海道日本ハムファイターズに移籍した。背番号は糸井の7を受け継いだ。なお日本ハムおよびその前身球団の背番号7を内野手登録の選手が使用するのは西園寺昭夫（1957年 - 1966年）以来で、47年ぶりである。

### 日本ハム時代

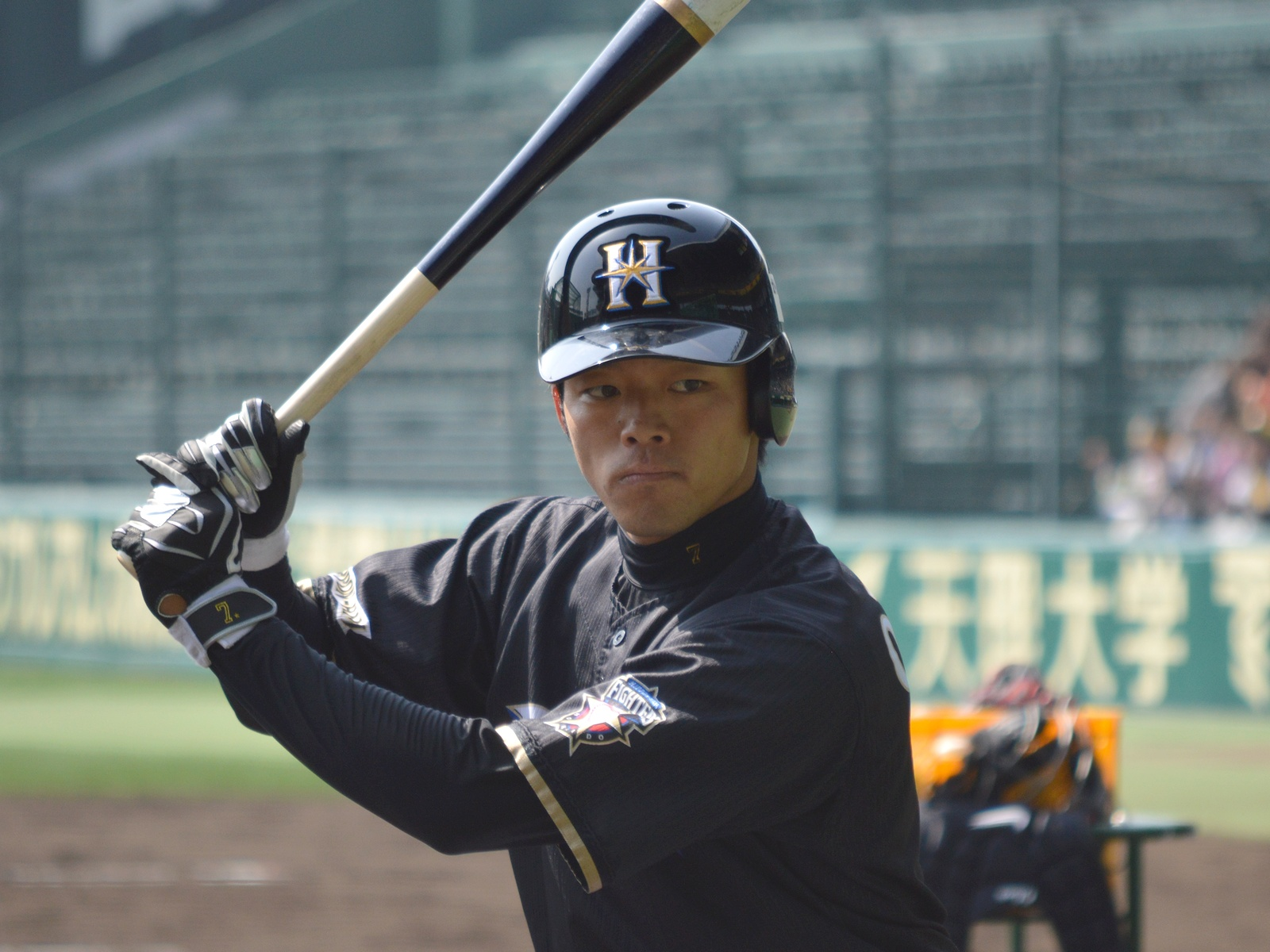
日本ハム時代（2013年）

2013年は前年まで正遊撃手であった金子誠のケガもあり開幕から遊撃手のレギュラーに定着。5月20日の札幌ドームでの読売ジャイアンツ戦で杉内俊哉から移籍後初本塁打を放つ。前半は下位打線、後半は主に2番を任され、クリーンアップに入ることもあった。9月に右肘及び腰の慢性的な故障が悪化し登録を抹消されたが、自身2度目の規定打席到達を果たしチームトップの32犠打を記録。規定打席に到達しての100安打はプロ入り初となった。出塁率・盗塁はキャリアハイとなる成績をマークした。
2014年から、移籍2年目の選手としては異例の主将を務めた。シーズンでは自己最多の132試合に出場したが、前年と違って打撃不振に苦しんだ。同年オフに国内FA宣言を行った。古巣のオリックスや、ヤクルト、楽天の3球団が興味を示し、それぞれと交渉を行ったが、11月25日に東京ヤクルトスワローズとの契約締結合意が公示された。契約は3年契約を結んだ。

### ヤクルト時代
2015年は開幕からスタメンで起用されたが、5月4日の横浜DeNAベイスターズ戦後左脇腹痛のため戦線離脱。6月28日の巨人戦で一軍復帰した。復帰後は一割近辺の低調な打率を大幅に上昇させ、チャンスで殊勲打を放つ場面が目立った。最終成績はキャリア最低の出塁率と守備率になったが、UZRは＋3.2を記録し、レギュラー不在であった遊撃手のポジションを埋め優勝に貢献した。9月10日のDeNA戦2回に石田健大からソロ本塁打でNPB全12球団からの本塁打（一軍公式戦で歴代30人目の記録）を達成。達成時点での通算本塁打数は32本で、歴代の達成者では最も少なかった。
2016年、腰痛で3月31日に登録抹消されたが、4月21日に登録された。この年は100試合に出場し、打撃成績も良化し前年の不振から脱却した。また、ヤクルト移籍後初めてオールスターゲームにも出場した。
2017年は左肩を負傷し、80試合の出場に留まった。
2018年は春季キャンプで離脱し、開幕を二軍で迎えた。5月4日の広島戦で9回2死から代打起用され、起死回生の同点ソロ本塁打を放ち、これがシーズン初安打となった。その後、チームは坂口智隆のサヨナラ安打でサヨナラ勝ちを収め、自身はシーズン初のお立ち台に上がった。シーズンを通しては、遊撃手の座を西浦直亨に譲り主に三塁手や代打として出場した。度重なる故障により出場試合数は47試合に留まり、打数が少ない中で打率.350、OPS.911という成績を残し、チームの2位入りに貢献した。
2019年はレギュラーシーズンの開幕から一軍に帯同。チームがリーグワーストの16連敗で臨んだ6月2日の対DeNA戦（横浜スタジアム）では、先制の3点二塁打を放って連敗ストップに貢献した。8月23日の対阪神タイガース戦（神宮）で一軍公式戦通算1000本安打を達成したが、レギュラーシーズン終盤の9月13日に球団から戦力外通告。現役からの引退を勧告されるとともに、引退試合・引退セレモニーの開催を打診されたが、NPB他球団での現役続行を希望したため、12月2日にNPBから自由契約選手として公示された。戦力外通告後には12球団合同トライアウトへ参加しない一方で、他球団からの獲得のオファーを待ちながら日本学生野球協会に加盟する高校・大学での指導に必要な学生野球資格回復の研修を受講。結局、オファーを受けるまでに至らなかったため、同月末に引退を決断した。

### 現役引退後
2020年2月7日付で、日本学生野球協会から学生野球資格回復の適性を認定された。後述の特別研修コーチ業のため、同月12日に資格を喪失したが、同年8月19日に再回復している。
2020年2月16日から、日本ハムの特別研修コーチとして、テキサス・レンジャーズ（業務提携先のMLB球団）へ派遣。自身から日本ハム球団への申し出による派遣で、日本とアメリカを往復しながらレンジャーズ傘下のマイナーリーグ球団を指導する予定であったが、コロナ禍の影響で約1ヶ月の滞在に終わってしまった。
2021年4月に日本体育大学大学院に入学し、コーチング学を学ぶ傍ら、硬式野球部の臨時コーチに就任し学生の指導に当たる。
2025年1月1日付で埼玉西武ライオンズの内野守備・走塁コーチに就任。背番号は80。

## 選手としての特徴・人物
「守備職人」と称される堅実な守備が最大の武器。打撃は派手さはないがしぶとく、状況に応じて進塁打を打つなどチームプレーに徹底している。
愛称は「ビッキー」。
謙虚で非常に真面目な性格である。
大学で主将を務めている時には「法政史上最高の主将」、「学生野球の鑑」と他大学からも称賛された。プロ入り時の契約金8,000万円（推定）をほぼ全額実家の神社へ納めた。ファンサービスに関しても積極的である。また、人権啓発運動にも2007年より毎年参加している。
オリックス時代、1年後輩だった小瀬浩之のことを弟分として可愛がっていた。2010年の春季キャンプ中、小瀬が急死した直後には自身のブログで「何でもっと力になってやれなかったのか。ただ自分の無力さを悔やむ。本当にすまなかった」と、身近にいながら仲間を救えなかったことの自責の念にかられていた。小瀬の死後、オフにはシーズン終了の報告のために小瀬の実家へ訪れている。この時に遺品を譲り受けており、2015年のセ・リーグ優勝時のビールかけでは小瀬のユニフォームを着用していた。奇しくも優勝を決めたサヨナラ適時打を打ったのは小瀬と同じ背番号41をつけた雄平だった。
2011年からは小児がん専門治療施設「公益財団法人がんの子どもを守る会」と「NPO法人チャイルド・ケモ・ハウス」へ毎年、年間の安打数・犠打数・犠飛数に応じて寄付を実施している。また、寄付を開始した2011年には「がんの子どもを守る会」の子供を京セラドーム大阪の試合の招待も実施した。
2012年シーズン終了後に結婚を発表した。
打席に向かう際の登場曲はのあのわの「もぐらは鳥になる」を選択している。（ただし、2013年からRADWIMPSの君と羊と青に変更になった。）また、その縁で、2011年にはのあのわがスタジアムに来場して同曲を披露している。
大場翔太からオリックス時代も含めて2009、2011、2013年の3回、頭及び上半身へ死球を受けている。2009年と2011年の際は両方ともバントの構えをしていた大引の顔面に大場の投球が直撃したものであり(2回とも大場は危険球退場となっている)、2013年は大引の左ひじに直球が直撃している。2013年に死球を受けた際は大引が激高し、止めようとした山崎勝己とにらみ合いになった。

## 詳細情報

### 年度別打撃成績
| 年 度     | 球 団      | 試 合 | 打 席 | 打 数 | 得 点 | 安 打 | 二 塁 打 | 三 塁 打 | 本 塁 打 | 塁 打 | 打 点 | 盗 塁 | 盗 塁 死 | 犠 打 | 犠 飛 | 四 球 | 敬 遠 | 死 球 | 三 振 | 併 殺 打 | 打 率 | 出 塁 率 | 長 打 率 | O P S |
| --------- | ---------- | ----- | ----- | ----- | ----- | ----- | -------- | -------- | -------- | ----- | ----- | ----- | -------- | ----- | ----- | ----- | ----- | ----- | ----- | -------- | ----- | -------- | -------- | ----- |
| 2007      | オリックス | 126   | 444   | 394   | 37    | 108   | 18       | 2        | 2        | 136   | 24    | 3     | 4        | 16    | 1     | 31    | 0     | 2     | 79    | 9        | .274  | .329     | .345     | .675  |
| 2008      | オリックス | 88    | 305   | 275   | 29    | 71    | 16       | 3        | 3        | 102   | 26    | 1     | 2        | 16    | 1     | 12    | 0     | 1     | 61    | 4        | .258  | .291     | .371     | .662  |
| 2009      | オリックス | 107   | 425   | 349   | 55    | 97    | 23       | 1        | 5        | 137   | 25    | 3     | 3        | 34    | 1     | 33    | 1     | 8     | 84    | 6        | .278  | .353     | .393     | .745  |
| 2010      | オリックス | 85    | 260   | 216   | 33    | 51    | 9        | 3        | 2        | 72    | 23    | 0     | 0        | 15    | 3     | 25    | 0     | 1     | 52    | 4        | .236  | .314     | .333     | .647  |
| 2011      | オリックス | 127   | 501   | 405   | 36    | 99    | 15       | 2        | 1        | 121   | 34    | 3     | 3        | 42    | 1     | 52    | 0     | 1     | 66    | 3        | .244  | .331     | .299     | .630  |
| 2012      | オリックス | 110   | 432   | 352   | 39    | 79    | 12       | 1        | 6        | 111   | 20    | 6     | 1        | 28    | 3     | 46    | 0     | 3     | 74    | 8        | .224  | .317     | .315     | .632  |
| 2013      | 日本ハム   | 120   | 492   | 402   | 52    | 107   | 16       | 1        | 3        | 134   | 32    | 13    | 3        | 32    | 0     | 50    | 0     | 8     | 86    | 9        | .266  | .359     | .333     | .692  |
| 2014      | 日本ハム   | 132   | 512   | 432   | 44    | 106   | 16       | 3        | 5        | 143   | 47    | 21    | 6        | 26    | 2     | 51    | 0     | 1     | 98    | 11       | .245  | .325     | .331     | .656  |
| 2015      | ヤクルト   | 96    | 347   | 311   | 25    | 70    | 18       | 1        | 5        | 105   | 41    | 6     | 3        | 6     | 2     | 27    | 0     | 1     | 56    | 5        | .225  | .287     | .338     | .625  |
| 2016      | ヤクルト   | 100   | 391   | 348   | 48    | 87    | 16       | 1        | 5        | 120   | 27    | 7     | 5        | 2     | 1     | 40    | 0     | 0     | 82    | 5        | .250  | .326     | .345     | .671  |
| 2017      | ヤクルト   | 80    | 311   | 273   | 25    | 62    | 11       | 0        | 5        | 88    | 29    | 3     | 0        | 10    | 0     | 27    | 0     | 1     | 43    | 8        | .227  | .299     | .322     | .621  |
| 2018      | ヤクルト   | 47    | 136   | 123   | 15    | 43    | 5        | 0        | 5        | 63    | 15    | 0     | 2        | 3     | 0     | 10    | 0     | 0     | 30    | 3        | .350  | .398     | .512     | .911  |
| 2019      | ヤクルト   | 70    | 137   | 119   | 7     | 24    | 7        | 0        | 1        | 34    | 13    | 1     | 0        | 4     | 1     | 13    | 2     | 0     | 28    | 4        | .202  | .278     | .286     | .564  |
| NPB：13年 | NPB：13年  | 1288  | 4693  | 3999  | 445   | 1004  | 182      | 18       | 48       | 1366  | 356   | 67    | 32       | 234   | 16    | 417   | 3     | 27    | 839   | 79       | .251  | .325     | .342     | .667  |

### 年度別守備成績
| 年 度 | 球 団      | 三塁  | 三塁  | 三塁  | 三塁  | 三塁  | 三塁     | 遊撃  | 遊撃  | 遊撃  | 遊撃  | 遊撃  | 遊撃     |
| 年 度 | 球 団      | 試 合 | 刺 殺 | 補 殺 | 失 策 | 併 殺 | 守 備 率 | 試 合 | 刺 殺 | 補 殺 | 失 策 | 併 殺 | 守 備 率 |
| ----- | ---------- | ----- | ----- | ----- | ----- | ----- | -------- | ----- | ----- | ----- | ----- | ----- | -------- |
| 2007  | オリックス | -     | -     | -     | -     | -     | -        | 124   | 167   | 428   | 17    | 75    | .972     |
| 2008  | オリックス | -     | -     | -     | -     | -     | -        | 86    | 128   | 248   | 7     | 55    | .982     |
| 2009  | オリックス | 2     | 0     | 1     | 0     | 0     | 1.000    | 105   | 157   | 357   | 9     | 86    | .983     |
| 2010  | オリックス | -     | -     | -     | -     | -     | -        | 84    | 119   | 217   | 6     | 33    | .982     |
| 2011  | オリックス | -     | -     | -     | -     | -     | -        | 127   | 184   | 368   | 11    | 60    | .980     |
| 2012  | オリックス | -     | -     | -     | -     | -     | -        | 110   | 178   | 334   | 7     | 50    | .987     |
| 2013  | 日本ハム   | -     | -     | -     | -     | -     | -        | 120   | 164   | 368   | 12    | 68    | .978     |
| 2014  | 日本ハム   | 10    | 7     | 12    | 1     | 0     | .950     | 122   | 189   | 356   | 9     | 72    | .984     |
| 2015  | ヤクルト   | -     | -     | -     | -     | -     | -        | 96    | 122   | 254   | 12    | 60    | .969     |
| 2016  | ヤクルト   | -     | -     | -     | -     | -     | -        | 99    | 125   | 258   | 4     | 45    | .990     |
| 2017  | ヤクルト   | -     | -     | -     | -     | -     | -        | 78    | 111   | 200   | 7     | 34    | .978     |
| 2018  | ヤクルト   | 44    | 27    | 58    | 3     | 4     | .966     | 1     | 0     | 0     | 0     | 0     | .000     |
| 2019  | ヤクルト   | 46    | 23    | 56    | 4     | 3     | .952     | 2     | 0     | 0     | 0     | 0     | .000     |
| 通算  | 通算       | 102   | 57    | 127   | 8     | 7     | .958     | 1154  | 1644  | 3388  | 101   | 638   | .980     |

- 各年度の太字はリーグ最高

### 記録
初記録
- 初出場・初先発出場：2007年3月24日、対福岡ソフトバンクホークス1回戦（福岡Yahoo! JAPANドーム）、8番・遊撃手で先発出場
- 初打席・初安打：同上、2回表に斉藤和巳から右前安打
- 初盗塁：同上、2回表に二盗（投手：斉藤和巳、捕手：的場直樹）
- 初打点：2007年3月29日、対北海道日本ハムファイターズ3回戦（スカイマークスタジアム）、8回裏に押本健彦から左中間2点適時二塁打
- 初本塁打：2007年7月6日、対東北楽天ゴールデンイーグルス9回戦（フルキャストスタジアム宮城）、4回表に永井怜から左越ソロ

節目の記録
- 200犠打：2014年8月17日、対埼玉西武ライオンズ16回戦（西武ドーム）、12回表に岡本篤志から投手前犠打 ※史上36人目
- 1000試合出場：2016年4月27日、対広島東洋カープ4回戦（明治神宮野球場）、6番・遊撃手で先発出場 ※史上474人目
- 1000本安打：2019年8月23日、対阪神タイガース18回戦（明治神宮野球場）、3回裏に髙橋遥人から左前安打 ※史上302人目

その他の記録
- 全球団から本塁打：2015年9月10日、対横浜DeNAベイスターズ22回戦（明治神宮野球場）、2回裏に石田健大から左越ソロ ※史上30人目、史上最少通算本塁打数での達成
- オールスターゲーム出場：3回 （2013年、2014年、2016年）

### 背番号
- 10 （2007年 - 2012年）
- 7 （2013年 - 2014年）
- 2 （2015年 - 2019年）
- 80 （2025年 - ）

### 登場曲
- ｢君と羊と青｣ RADWIMPS （2013年、2014年）